# Rhoptropus braconnieri
Rhoptropus braconnieri är en ödleart som beskrevs av  Alexandre Thominot 1878. Rhoptropus braconnieri ingår i släktet Rhoptropus och familjen geckoödlor. Inga underarter finns listade i Catalogue of Life.